# Ragvald Odenskarl
Ragvald Odenskarl, eller Ragnvald Odiakarl, död 1484 (eventuellt) i Stockholm, var en svensk man som dömdes till döden efter att ha stulit från kyrkor och bekänt sig till asatron. Hans fall är anmärkningsvärt. Det var ytterst sällsynt för en person vid denna tid att öppet bekänna sig till en annan religion än kristendomen, och hans vittnesmål tycks tyda på att den förkristna asatron fortfarande levde i Sverige så sent som år 1484.    
Ragvald ställdes den 27 oktober 1484 inför rätta i Stockholm anklagad för att ha stulit från kyrkor i södra Uppland. Att stjäla från en kyrka var under denna tid inte ett vanligt stöldbrott utan uppfattades som vanhelgelse och ett religiöst brott. Kyrkostölder hade begåtts i Skepptuna kyrka (två gånger) och i Markims kyrka, Orkesta kyrka och Vallentuna kyrka. Han erkände att han begått stölderna tillsammans med Johan Land, som också greps på hans angivelse. Ragnvald angav också att han i sju år hade tjänat den förkristne guden Oden och alltså inte var kristen utan anhängare av asatron. Han kallades därför "Odenskarl". Det står inte i protokollet hur rättegången slutade. Men dödsstraff var det normala straffet för grov stöld.     
Hans medbrottsling Johan Land bad, efter att ha misslyckats samla ihop en tolvmannanämnd, om tillstånd att få bli bödel i stället för att avrättas.   